# Thionville
Thionville é uma cidade do nordeste da França, a terceira maior da região de Grande Leste, localizada no departamento de Moselle perto da fronteira do Luxemburgo. Ela é atravessada pelo rio Moselle. O nome alemão da cidade é Diedenhofen. O mais antiga menção conhecida da cidade é de 753, citando -a como Theodonis villa. Em 2010 a comuna tinha 41 236 habitantes (densidade: 827 hab./km²).

## População
A sua população em 2005 era de 41.600 habitantes.

## História
- O 24 dezembro de 805, Carlos Magno editou o Grand Chapître de Theodonis villa.
- Durante o X° seculo, a cidade foi anexada ao Luxemburgo
- O nome de Thionville aparece pela primeira vez em 1236.
- De 1870 a 1918, quer dizer do fim guerra franco-alemã de 1870 até o fim da Primeira Guerra Mundial, Diedenhofen fiz parte do Império Alemão.
- No fim da Primeira Guerra Mundial, em 1919, Diedenhofen volta para a França e toma de novo o nome de Thionville.
- Durante a ocupação alemã da Segunda Guerra Mundial Thionville é de novo chamada de Diedenhofen.

## Turismo
Destacam-se a Tour aux Puces, a igreja Saint Maximin, a prefeitura e o Beffroi.